# Stazione di Pozzuolo Martesana
La stazione di Pozzuolo Martesana è una fermata ferroviaria posta sul tronco comune alle linee Milano-Bergamo e Milano-Venezia, a servizio dell'omonimo comune.

## Storia
La fermata di Pozzuolo Martesana venne attivata il 14 giugno 2009, senza però essere servita da alcun treno; venne aperta al traffico regolare il successivo 13 dicembre, in contemporanea con il prolungamento delle linee S5 ed S6 del servizio ferroviario suburbano di Milano fino a Treviglio.

## Strutture ed impianti
L'impianto conta 2 binari, uno per ogni senso di marcia, serviti da 2 banchine laterali collegate da un sottopassaggio.

## Movimento
La fermata è servita dai convogli del servizio ferroviario suburbano di Milano: linea S5 (Varese-Treviglio) ed S6 (Novara-Treviglio), svolti da Trenord, nell'ambito di contratto stipulato con Regione Lombardia.